# Aldeacipreste
Aldeacipreste – gmina w Hiszpanii, w prowincji Salamanka, w Kastylii i León, o powierzchni 37,17 km². W 2011 roku gmina liczyła 135 mieszkańców.